# Sergueï Buntman
Sergueï Alexandrovitch Buntman, né le 30 juin 1956 à Moscou, est un journaliste et traducteur russe, premier vice-rédacteur en chef de la station de radio Écho de Moscou depuis 1998.

## Carrière
Buntman termine en 1979 ses études à l'institut des langues étrangères Maurice Thorez de Moscou (aujourd'hui université d'État linguistique de Moscou) en spécialité d'enseignement de l'anglais et du français. Il travaille pendant dix ans avec Sergueï Korzoun comme directeur de la rédaction française du département international de Radio-Moscou, puis il entre en août 1990 avec Korzoun à la nouvelle station Écho de Moscou.
Buntman est directeur de programme, auteur et directeur d'émissions telles que 5X5, Passage, Pas ainsi!, Parking, Musique et mot (avec Alexeï Parine); il dirige également le département de la culture de la radio.
Il a reçu le prix Maurice Wachsmacher en 2005 pour ses traductions de Graal fiction et Le Chevalier silence de Jacques Roubaud. Il devient Chevalier de l'Ordre national du Mérite en 2014.
En 2022, lors de la fermeture de la radio Écho de Moscou par le régime de Vladimir Poutine avec l'invasion de l'Ukraine, il choisit de rester à Moscou pour tenter de continuer son travail journalistique indépendant.

## Source
- (ru) Cet article est partiellement ou en totalité issu de l’article de Wikipédia en russe intitulé « Бунтман, Сергей Александрович » (voir la liste des auteurs).